# Old River-Winfree, Texas
Old River-Winfree là một thành phố thuộc quận Chambers, tiểu bang Texas, Hoa Kỳ. Năm 2010, dân số của xã này là 1245 người.

## Dân số
- Dân số năm 2000: 1364 người.
- Dân số năm 2010: 1245 người.